# Leptogenys angustinoda
Leptogenys angustinoda är en myrart som beskrevs av Clark 1934. Leptogenys angustinoda ingår i släktet Leptogenys och familjen myror. Inga underarter finns listade i Catalogue of Life.